# Astragalus bradosticus
Astragalus bradosticus es una especie de planta del género Astragalus, de la familia de las leguminosas y orden Fabales.
Fue descrita científicamente por Maassoumi & Podlech.